# Gare de Zeze
Pour les articles homonymes, voir Zeze.
La gare de Zeze (膳所駅, Zeze-eki) est une gare ferroviaire située à Ōtsu, dans la préfecture de Shiga au Japon.

## Situation ferroviaire
La gare se trouve au point kilométrique (PK) 501,9 de la ligne principale Tōkaidō.

## Histoire
La gare a ouvert le 15 juillet 1880. Elle s'est appelée gare de Baba de 1880 à 1913 et gare d'Ōtsu de 1913 à 1921 avant de prendre son nom actuel.

## Service des voyageurs

### Accueil
La gare dispose d'un bâtiment voyageurs, avec guichets, ouvert tous les jours.

### Desserte
- Ligne Biwako :
  - voies 1 et 2 : direction Kusatsu et Maibara
  - voies 3 et 4 : direction Kyoto et Osaka

### Intermodalité
La gare de Keihan-Zeze de la ligne Keihan Ishiyama Sakamoto est située à proximité immédiate de la gare.